# IBU-Junior-Cup 2024/25
Der IBU-Junior-Cup 2024/25 wurde zwischen dem 9. Dezember 2024 und dem 5. März 2025 ausgetragen. Es handelte sich um die neunte Austragung der höchsten, von der IBU organisierten, Rennserie für Juniorinnen und Junioren im Biathlon.
Höhepunkt der Saison waren die Biathlon-Juniorenweltmeisterschaften 2025 im schwedischen Östersund. Diese Wettkämpfe flossen auch in die Wertungen des IBU-Junior-Cups mit ein.
Das schweizerische Goms richtete erstmals eine internationale Biathlon-Veranstaltung aus, Altenberg im Erzgebirge das erste Mal seit 2012.
Gesamtsieger des IBU-Juniorcups war bei den Damen die Italienerin Fabiana Carpella und bei den Herren der Kroate Matija Legović. Frankreich entschied sowohl beide Nationenwertungen als auch beide Staffelwertungen für sich.

## Wettkampfkalender
| Datum                                 | Ort       | Wettkämpfe                                                          |
| ------------------------------------- | --------- | ------------------------------------------------------------------- |
| 9.–15. Dezember 2024                  | Ridnaun   | Einzel, Sprint, Sprint                                              |
| 16.–21. Dezember 2024                 | Goms      | Mixed-Staffel, Single-Mixed-Staffel, Sprint, Massenstart 60         |
| 13.–19. Januar 2025                   | Jakuszyce | Sprint, Massenstart 60, Sprint                                      |
| 20.–26. Januar 2025 (JEM 2025)        | Altenberg | Einzel, Mixed-Staffel, Single-Mixed-Staffel, Sprint, Massenstart 60 |
| 24. Februar – 5. März 2025 (JWM 2025) | Östersund | Einzel, Mixed-Staffel, Sprint, Massenstart 60, Staffel              |

## Juniorinnen
| 1. IBU-Junior-Cup in Ridnaun, 9.–15. Dezember 2024 | 1. IBU-Junior-Cup in Ridnaun, 9.–15. Dezember 2024 | 1. IBU-Junior-Cup in Ridnaun, 9.–15. Dezember 2024 | 1. IBU-Junior-Cup in Ridnaun, 9.–15. Dezember 2024 | 1. IBU-Junior-Cup in Ridnaun, 9.–15. Dezember 2024 |
| -------------------------------------------------- | -------------------------------------------------- | -------------------------------------------------- | -------------------------------------------------- | -------------------------------------------------- |
| Datum                                              | Disziplin                                          | Erster Platz                                       | Zweiter Platz                                      | Dritter Platz                                      |
| 12. Dezember 2024 (Do.)                            | Einzel (12,5 km)                                   | Charlotte Gallbronner                              | Alina Nußbicker                                    | Iryna Schewtschenko                                |
| 14. Dezember 2024 (Sa.)                            | Sprint (7,5 km)                                    | Violette Bony                                      | Ilaria Scattolo                                    | Amandine Mengin                                    |
| 15. Dezember 2024 (So.)                            | Sprint (7,5 km)                                    | Carlotta Gautero                                   | Lena Siegmund                                      | Estere Volfa                                       |

| 2. IBU-Junior-Cup in Goms, 16.–21. Dezember 2024 | 2. IBU-Junior-Cup in Goms, 16.–21. Dezember 2024 | 2. IBU-Junior-Cup in Goms, 16.–21. Dezember 2024 | 2. IBU-Junior-Cup in Goms, 16.–21. Dezember 2024 | 2. IBU-Junior-Cup in Goms, 16.–21. Dezember 2024 |
| ------------------------------------------------ | ------------------------------------------------ | ------------------------------------------------ | ------------------------------------------------ | ------------------------------------------------ |
| Datum                                            | Disziplin                                        | Erster Platz                                     | Zweiter Platz                                    | Dritter Platz                                    |
| 20. Dezember 2024 (Fr.)                          | Sprint (7,5 km)                                  | Anaëlle Bondoux                                  | Fabiana Carpella                                 | Tamara Molentová                                 |
| 21. Dezember 2024 (Sa.)                          | Massenstart 60 (9 km)                            | Anaëlle Bondoux                                  | Amandine Mengin                                  | Astrid Plosch                                    |

| 3. IBU-Junior-Cup in Jakuszyce, 13.–19. Januar 2025 | 3. IBU-Junior-Cup in Jakuszyce, 13.–19. Januar 2025 | 3. IBU-Junior-Cup in Jakuszyce, 13.–19. Januar 2025 | 3. IBU-Junior-Cup in Jakuszyce, 13.–19. Januar 2025 | 3. IBU-Junior-Cup in Jakuszyce, 13.–19. Januar 2025 |
| --------------------------------------------------- | --------------------------------------------------- | --------------------------------------------------- | --------------------------------------------------- | --------------------------------------------------- |
| Datum                                               | Disziplin                                           | Erster Platz                                        | Zweiter Platz                                       | Dritter Platz                                       |
| 16. Januar 2025 (Do.)                               | Sprint (7,5 km)                                     | Ilona Plecháčová                                    | Alma Siegismund                                     | Lea Zimmermann                                      |
| 18. Januar 2025 (Sa.)                               | Massenstart 60 (9 km)                               | Lea Zimmermann                                      | Francesca Brocchiero                                | Alma Siegismund                                     |
| 19. Januar 2025 (So.)                               | Sprint (7,5 km)                                     | Fabiana Carpella                                    | Ela Sever                                           | Charlotta de Buhr                                   |

| 9. Offene Junioreneuropameisterschaften in Altenberg, 20.–26. Januar 2025 | 9. Offene Junioreneuropameisterschaften in Altenberg, 20.–26. Januar 2025 | 9. Offene Junioreneuropameisterschaften in Altenberg, 20.–26. Januar 2025 | 9. Offene Junioreneuropameisterschaften in Altenberg, 20.–26. Januar 2025 | 9. Offene Junioreneuropameisterschaften in Altenberg, 20.–26. Januar 2025 |
| ------------------------------------------------------------------------- | ------------------------------------------------------------------------- | ------------------------------------------------------------------------- | ------------------------------------------------------------------------- | ------------------------------------------------------------------------- |
| Datum                                                                     | Disziplin                                                                 | Erster Platz                                                              | Zweiter Platz                                                             | Dritter Platz                                                             |
| 22. Januar 2025 (Mi.)                                                     | Einzel (12,5 km)                                                          | Walentina Dimitrowa                                                       | Eveliina Hakala                                                           | Amelia Liszka                                                             |
| 25. Januar 2025 (Sa.)                                                     | Sprint (7,5 km)                                                           | Anaëlle Bondoux                                                           | Coralie Perrin                                                            | Charlotte Gallbronner                                                     |
| 26. Januar 2025 (So.)                                                     | Massenstart 60 (9 km)                                                     | Kateřina Pavlů                                                            | Fabiana Carpella                                                          | Sara Scattolo                                                             |

| Biathlon-Juniorenweltmeisterschaften 2025 in Östersund, 24. Februar – 5. März 2025 | Biathlon-Juniorenweltmeisterschaften 2025 in Östersund, 24. Februar – 5. März 2025 | Biathlon-Juniorenweltmeisterschaften 2025 in Östersund, 24. Februar – 5. März 2025 | Biathlon-Juniorenweltmeisterschaften 2025 in Östersund, 24. Februar – 5. März 2025 | Biathlon-Juniorenweltmeisterschaften 2025 in Östersund, 24. Februar – 5. März 2025 |
| ---------------------------------------------------------------------------------- | ---------------------------------------------------------------------------------- | ---------------------------------------------------------------------------------- | ---------------------------------------------------------------------------------- | ---------------------------------------------------------------------------------- |
| Datum                                                                              | Disziplin                                                                          | Erster Platz                                                                       | Zweiter Platz                                                                      | Dritter Platz                                                                      |
| 27. Februar 2025 (Do.)                                                             | Einzel (12,5 km)                                                                   | Célia Henaff                                                                       | Amandine Mengin                                                                    | Fabiana Carpella                                                                   |
| 2. März 2025 (So.)                                                                 | Sprint (7,5 km)                                                                    | Anna Andexer                                                                       | Sara Andersson                                                                     | Amandine Mengin                                                                    |
| 3. März 2025 (Mo.)                                                                 | Massenstart 60 (9 km)                                                              | Sara Andersson                                                                     | Anaëlle Bondoux                                                                    | Oleksandra Merkuschyna                                                             |
| 5. März 2025 (Mi.)                                                                 | Staffel (4 × 6 km)                                                                 | FrankreichCélia Henaff Voldiya Galmace-Paulin Anaëlle Bondoux Amandine Mengin      | DeutschlandCharlotte Gallbronner Lea Zimmermann Alma Siegismund Charlotta de Buhr  | NorwegenAnn Kristin Aaland Siri Skar Guro Ytterhus Silje Berg-Knutsen              |

## Junioren
| 1. IBU-Junior-Cup Ridnaun, 9.–15. Dezember 2024 | 1. IBU-Junior-Cup Ridnaun, 9.–15. Dezember 2024 | 1. IBU-Junior-Cup Ridnaun, 9.–15. Dezember 2024 | 1. IBU-Junior-Cup Ridnaun, 9.–15. Dezember 2024 | 1. IBU-Junior-Cup Ridnaun, 9.–15. Dezember 2024 |
| ----------------------------------------------- | ----------------------------------------------- | ----------------------------------------------- | ----------------------------------------------- | ----------------------------------------------- |
| Datum                                           | Disziplin                                       | Erster Platz                                    | Zweiter Platz                                   | Dritter Platz                                   |
| 12. Dezember 2024 (Do.)                         | Einzel (15 km)                                  | Linus Kesper                                    | Ian Martinet                                    | Davide Compagnoni                               |
| 14. Dezember 2024 (Sa.)                         | Sprint (10 km)                                  | Elias Seidl                                     | Davide Compagnoni                               | Léo Carlier                                     |
| 15. Dezember 2024 (So.)                         | Sprint (10 km)                                  | David Eliáš                                     | Grzegorz Galica                                 | Guillaume Poirot                                |

| 2. IBU-Junior-Cup Goms, 16.–21. Dezember 2024 | 2. IBU-Junior-Cup Goms, 16.–21. Dezember 2024 | 2. IBU-Junior-Cup Goms, 16.–21. Dezember 2024 | 2. IBU-Junior-Cup Goms, 16.–21. Dezember 2024 | 2. IBU-Junior-Cup Goms, 16.–21. Dezember 2024 |
| --------------------------------------------- | --------------------------------------------- | --------------------------------------------- | --------------------------------------------- | --------------------------------------------- |
| Datum                                         | Disziplin                                     | Erster Platz                                  | Zweiter Platz                                 | Dritter Platz                                 |
| 20. Dezember 2024 (Fr.)                       | Sprint (10 km)                                | Matija Legović                                | Fabian Suchodolski                            | Léo Carlier                                   |
| 21. Dezember 2024 (Sa.)                       | Massenstart 60 (12 km)                        | Florian Ratschiller                           | Guillaume Poirot                              | Michele Carollo                               |

| 3. IBU-Junior-Cup Jakuszyce, 13.–19. Januar 2025 | 3. IBU-Junior-Cup Jakuszyce, 13.–19. Januar 2025 | 3. IBU-Junior-Cup Jakuszyce, 13.–19. Januar 2025 | 3. IBU-Junior-Cup Jakuszyce, 13.–19. Januar 2025 | 3. IBU-Junior-Cup Jakuszyce, 13.–19. Januar 2025 |
| ------------------------------------------------ | ------------------------------------------------ | ------------------------------------------------ | ------------------------------------------------ | ------------------------------------------------ |
| Datum                                            | Disziplin                                        | Erster Platz                                     | Zweiter Platz                                    | Dritter Platz                                    |
| 16. Januar 2025 (Do.)                            | Sprint (10 km)                                   | Linus Kesper                                     | Matija Legović                                   | David Eliáš                                      |
| 18. Januar 2025 (Sa.)                            | Massenstart 60 (12 km)                           | Sondre Slettemark                                | Linus Kesper                                     | Fabian Kaskel                                    |
| 19. Januar 2025 (So.)                            | Sprint (10 km)                                   | Sondre Slettemark                                | Lukas Tannheimer                                 | Leonhard Pfund                                   |

| 9. Offene Junioreneuropameisterschaften in Altenberg, 20.–26. Januar 2025 | 9. Offene Junioreneuropameisterschaften in Altenberg, 20.–26. Januar 2025 | 9. Offene Junioreneuropameisterschaften in Altenberg, 20.–26. Januar 2025 | 9. Offene Junioreneuropameisterschaften in Altenberg, 20.–26. Januar 2025 | 9. Offene Junioreneuropameisterschaften in Altenberg, 20.–26. Januar 2025 |
| ------------------------------------------------------------------------- | ------------------------------------------------------------------------- | ------------------------------------------------------------------------- | ------------------------------------------------------------------------- | ------------------------------------------------------------------------- |
| Datum                                                                     | Disziplin                                                                 | Erster Platz                                                              | Zweiter Platz                                                             | Dritter Platz                                                             |
| 22. Januar 2025 (Mi.)                                                     | Einzel (15 km)                                                            | Grzegorz Galica                                                           | Antonin Delsol                                                            | Artur Ischakov                                                            |
| 25. Januar 2025 (Sa.)                                                     | Sprint (10 km)                                                            | Fabian Kaskel                                                             | Elias Seidl                                                               | Camille Grataloup-Manissolle                                              |
| 26. Januar 2025 (So.)                                                     | Massenstart 60 (12 km)                                                    | Grzegorz Galica                                                           | Sondre Slettemark                                                         | Martin Botet                                                              |

| Biathlon-Juniorenweltmeisterschaften 2025 in Östersund, 24. Februar – 5. März 2025 | Biathlon-Juniorenweltmeisterschaften 2025 in Östersund, 24. Februar – 5. März 2025 | Biathlon-Juniorenweltmeisterschaften 2025 in Östersund, 24. Februar – 5. März 2025 | Biathlon-Juniorenweltmeisterschaften 2025 in Östersund, 24. Februar – 5. März 2025 | Biathlon-Juniorenweltmeisterschaften 2025 in Östersund, 24. Februar – 5. März 2025 |
| ---------------------------------------------------------------------------------- | ---------------------------------------------------------------------------------- | ---------------------------------------------------------------------------------- | ---------------------------------------------------------------------------------- | ---------------------------------------------------------------------------------- |
| Datum                                                                              | Disziplin                                                                          | Erster Platz                                                                       | Zweiter Platz                                                                      | Dritter Platz                                                                      |
| 27. Februar 2025 (Do.)                                                             | Einzel (15 km)                                                                     | Sivert Gerhardsen                                                                  | Kasper Kalkenberg                                                                  | James Pacal                                                                        |
| 2. März 2025 (So.)                                                                 | Sprint (10 km)                                                                     | Håvard Tosterud                                                                    | Jakub Borguľa                                                                      | Petr Hák                                                                           |
| 3. März 2025 (Mo.)                                                                 | Massenstart 60 (12 km)                                                             | Kasper Kalkenberg                                                                  | Jimi Klemettinen                                                                   | Petr Hák                                                                           |
| 5. März 2025 (Mi.)                                                                 | Staffel (4 × 7,5 km)                                                               | NorwegenAndreas Aas Sivert Gerhardsen Håvard Tosterud Kasper Kalkenberg            | DeutschlandLinus Kesper Fabian Kaskel Elias Seidl Leonhard Pfund                   | PolenJakub Potoniec Grzegorz Galica Konrad Badacz Fabian Suchodolski               |

## Mixed
| 2. IBU-Junior-Cup Goms, 16.–21. Dezember 2024 | 2. IBU-Junior-Cup Goms, 16.–21. Dezember 2024 | 2. IBU-Junior-Cup Goms, 16.–21. Dezember 2024                                    | 2. IBU-Junior-Cup Goms, 16.–21. Dezember 2024                          | 2. IBU-Junior-Cup Goms, 16.–21. Dezember 2024                   |
| --------------------------------------------- | --------------------------------------------- | -------------------------------------------------------------------------------- | ---------------------------------------------------------------------- | --------------------------------------------------------------- |
| Datum                                         | Disziplin                                     | Erster Platz                                                                     | Zweiter Platz                                                          | Dritter Platz                                                   |
| 18. Dezember 2024 (Mi.)                       | Mixed-Staffel (W-M) (4 × 6 km)                | FrankreichLou-Anne Dupont Ballet-Baz Violette Bony Ian Martinet Guillaume Poirot | ItalienAstrid Plosch Alice Pacchiodi Michele Carollo Felix Ratschiller | SlowenienEla Sever Manca Caserman Aljaž Omejc Ruj Grošelj Simić |
| 18. Dezember 2024 (Mi.)                       | Single-Mixed-Staffel (W-M) (6 km + 7,5 km)    | FrankreichAmandine Mengin Léo Carlier                                            | ÖsterreichLena Pinter Thomas Marchl                                    | PolenBarbara Skrobiszewska Fabian Suchodolski                   |

| 9. Offene Junioreneuropameisterschaften in Altenberg, 20.–26. Januar 2025 | 9. Offene Junioreneuropameisterschaften in Altenberg, 20.–26. Januar 2025 | 9. Offene Junioreneuropameisterschaften in Altenberg, 20.–26. Januar 2025     | 9. Offene Junioreneuropameisterschaften in Altenberg, 20.–26. Januar 2025        | 9. Offene Junioreneuropameisterschaften in Altenberg, 20.–26. Januar 2025 |
| ------------------------------------------------------------------------- | ------------------------------------------------------------------------- | ----------------------------------------------------------------------------- | -------------------------------------------------------------------------------- | ------------------------------------------------------------------------- |
| Datum                                                                     | Disziplin                                                                 | Erster Platz                                                                  | Zweiter Platz                                                                    | Dritter Platz                                                             |
| 24. Januar 2025 (Fr.)                                                     | Mixed-Staffel (M-W) (4 × 6 km)                                            | PolenJakub Potoniec Grzegorz Galica Anna Nędza-Kubiniec Barbara Skrobiszewska | FrankreichCamille Grataloup-Manissolle Antonin Delsol Lola Bugeaud Louise Roguet | ItalienDavide Compagnoni Felix Ratschiller Fabiana Carpella Sara Scattolo |
| 24. Januar 2025 (Fr.)                                                     | Single-Mixed-Staffel (M-W) (6 km + 7,5 km)                                | DeutschlandLinus Kesper Charlotte Gallbronner                                 | FrankreichLéo Carlier Célia Henaff                                               | TschechienDavid Eliáš Kateřina Pavlů                                      |

| Biathlon-Juniorenweltmeisterschaften 2025 in Östersund, 24. Februar – 5. März 2025 | Biathlon-Juniorenweltmeisterschaften 2025 in Östersund, 24. Februar – 5. März 2025 | Biathlon-Juniorenweltmeisterschaften 2025 in Östersund, 24. Februar – 5. März 2025 | Biathlon-Juniorenweltmeisterschaften 2025 in Östersund, 24. Februar – 5. März 2025 | Biathlon-Juniorenweltmeisterschaften 2025 in Östersund, 24. Februar – 5. März 2025 |
| ---------------------------------------------------------------------------------- | ---------------------------------------------------------------------------------- | ---------------------------------------------------------------------------------- | ---------------------------------------------------------------------------------- | ---------------------------------------------------------------------------------- |
| Datum                                                                              | Disziplin                                                                          | Erster Platz                                                                       | Zweiter Platz                                                                      | Dritter Platz                                                                      |
| 28. Februar 2025 (Fr.)                                                             | Mixed-Staffel (4 × 6 km)                                                           | DeutschlandAlma Siegismund Charlotta de Buhr Fabian Kaskel Linus Kesper            | FrankreichVoldiya Galmace-Paulin Amandine Mengin Gaëtan Paturel Edgar Geny         | ÖsterreichWilma Anhaus Anna Andexer Thomas Marchl Fabian Müllauer                  |